# بابا لنگ‌دراز (فیلم ۱۹۳۸)
بابا لنگ‌دراز (انگلیسی: Daddy Long Legs) فیلمی به کارگردانی فردریک زلنیک در سبک کمدی رمانتیک است که در سال ۱۹۳۸ منتشر شد.